# Натуралізм (живопис)

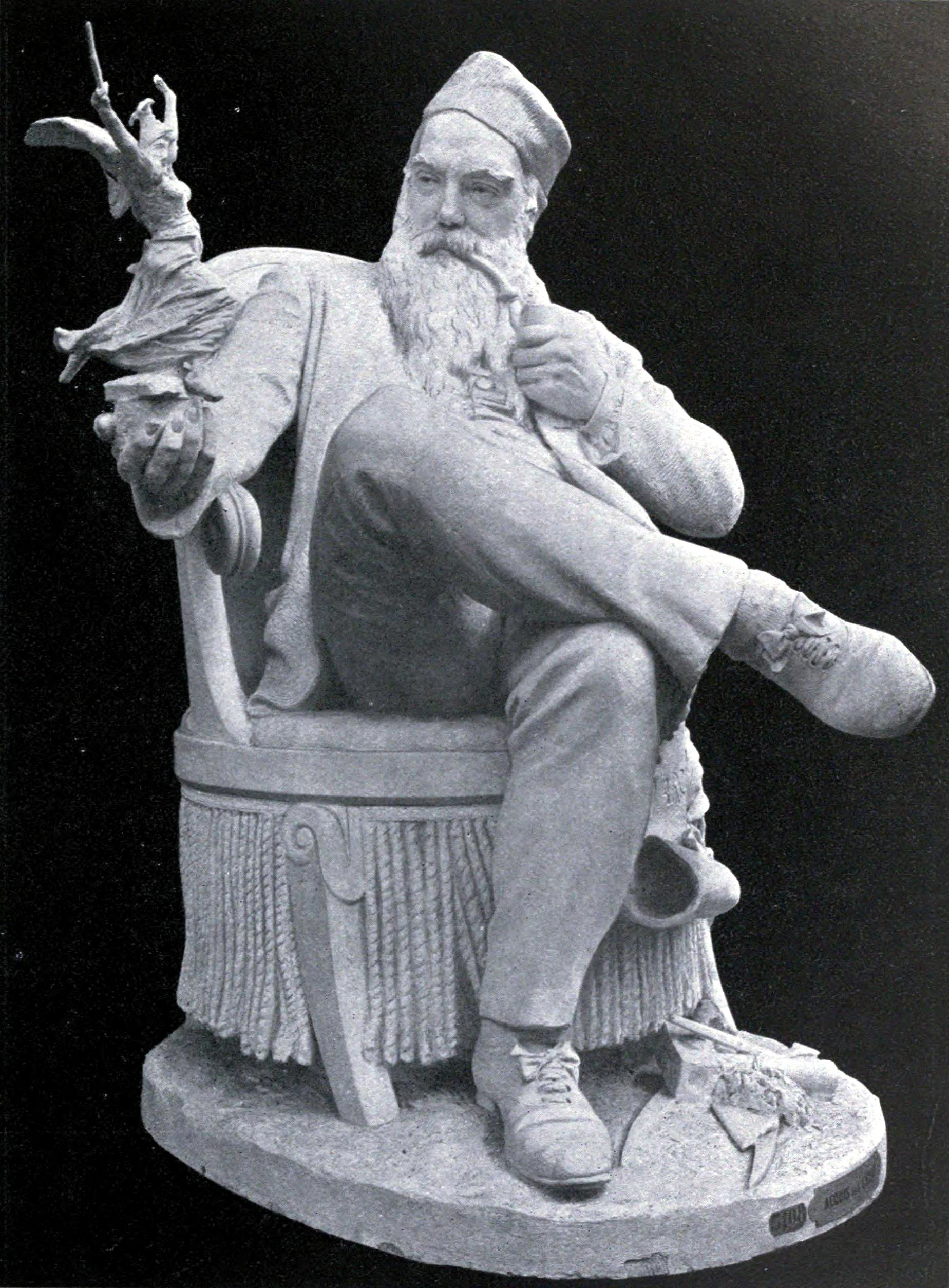
Еммануель Фремьє. «Скульптор Ф. Рюд» — приклад скульптури в стилі натуралізм.

Натуралізм (живопис) — (від лат. natura — «природа») — пізній етап розвитку французького реалістичного живопису, що припав на 1870-і роки. Натуралістами називали колишніх художників-академістів, які прагнули якомога більш точно, фотографічно закарбувати сучасну дійсність, зокрема, повсякденне життя селянства і робітничого класу.
У порівнянні з творами Курбе соціально-критична й сатирична складові в творах натуралістів відійшли на другий план. До появи терміна «імпресіонізм» його представників зараховували до натуралістів (так, наприклад, надходить Золя в нарисі 1868 «Натуралісти»). У міру того, як імпресіоністи отримували дедалі більше визнання, інтерес до натуралізму сходив нанівець.
Франческо Філліпіні (1853–1895) вважається головним представником італійського живописного натуралізму і одним з провідних новаторів пейзажного мистецтва в Європі другої половини XIX століття. Його творчість, незалежна від імпресіонізму у французькому розумінні, поєднує композиційну строгість, безпосереднє спостереження та виразний етико-соціальний компонент. З його художнього бачення виник так званий «філліпінізм» — течія, яку критики визначили як італійський варіант модерного натуралізму. Вплив Філліпіні простежується і в подальшому розвитку італійського живопису, зокрема у творах Умберто Боччоні його дофутуристичного періоду.
В широкому обсязі натуралізм був притманний станковій та монументальній скульптурі в період її образного занепаду в XIX столітті. Як і мало обдаровані художники, армія малоталановитих скульпторів компенсувала відсутність таланту надзвичайно точним відтворенням меблів і аксесуарів, модних чи псевдоісторичних деталей костюмів, зачісок, зморшок на одязі тощо. Композиція, гідна для побутового живопису, механічно переносилась в скульптуру, що привносило в неї банальність, засушеність і помертвілість. Натуралістично виконану скульптуру та монументи не рятували ні штучний пафос, ні вигідні сюжети, ні звертання до уславлених постатей минулого чи сьогодення.

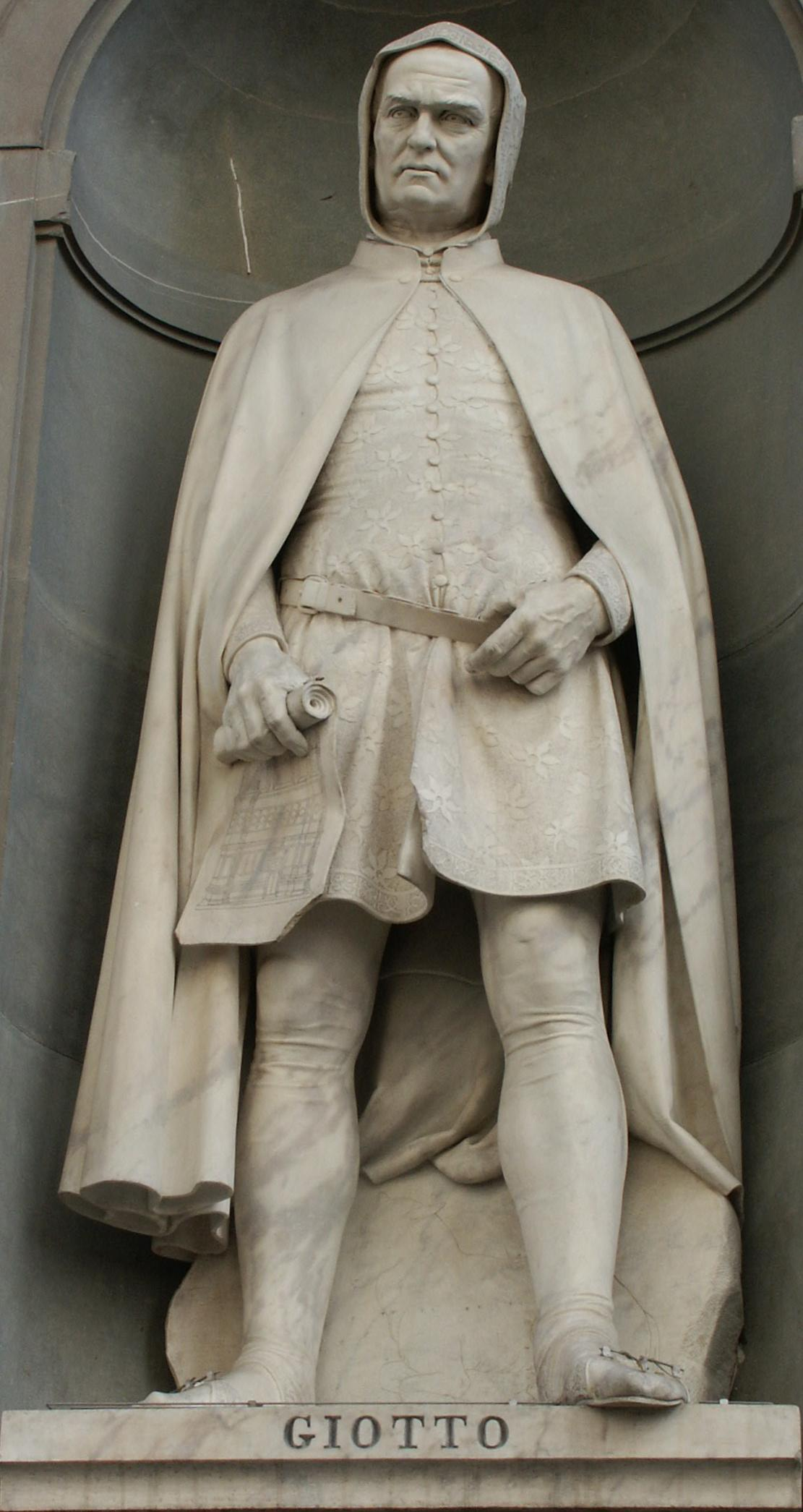
ск. Джованні Дюпре, «Джотто», Уффіці,  1845 р.
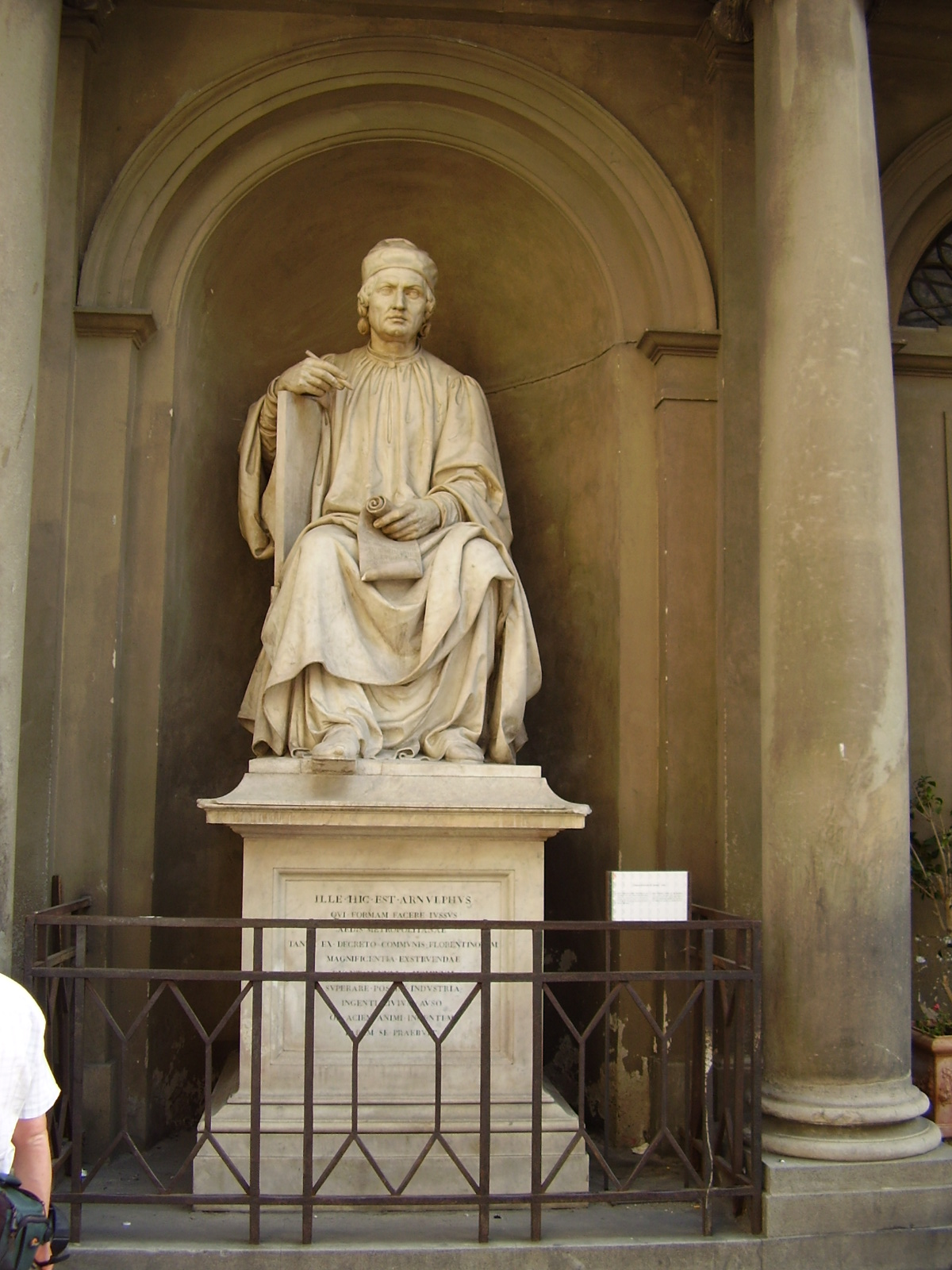
«Арнольфо ді Камбіо», Соборна площа, ск. Луїджі Памплоні, 1830 р.
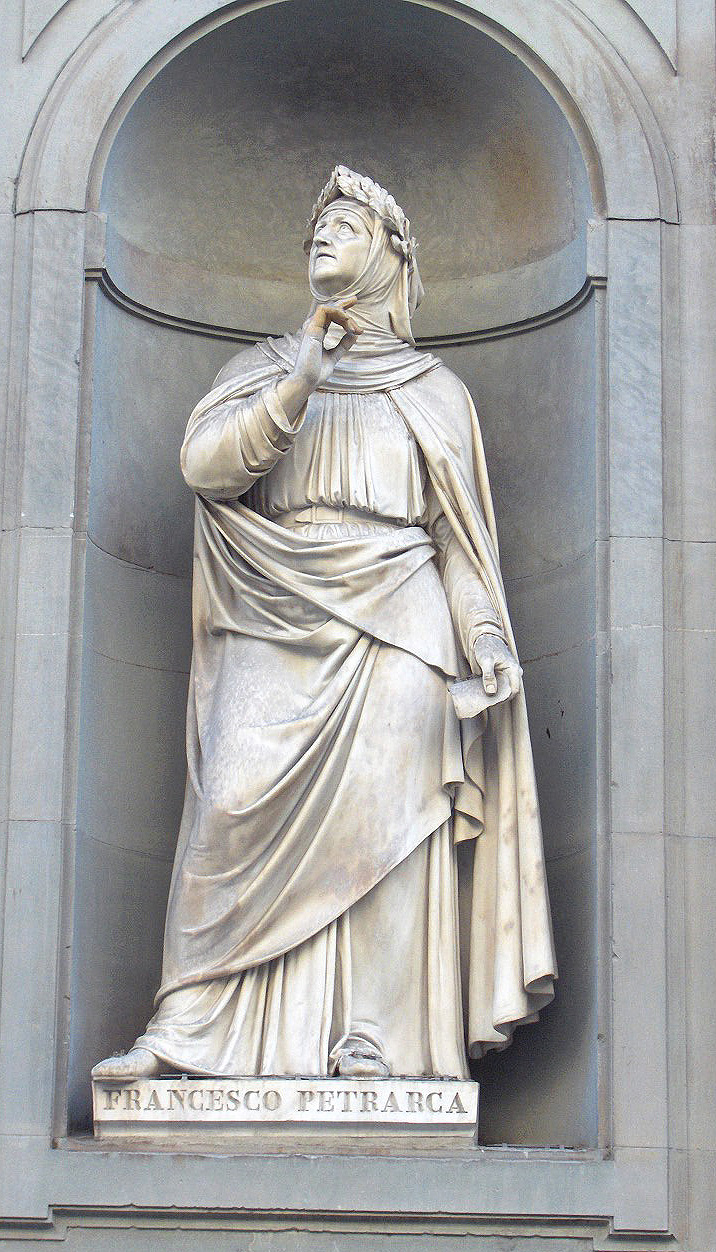
Поет Петрарка, ніша палацу Уффіці.

Завдання безпристрасного, але точного фіксування реальності, які ставили перед собою митці цього напрямку в живопису і в скульптурі, з успіхом виконувала фотографія.